# Fascia temporalis

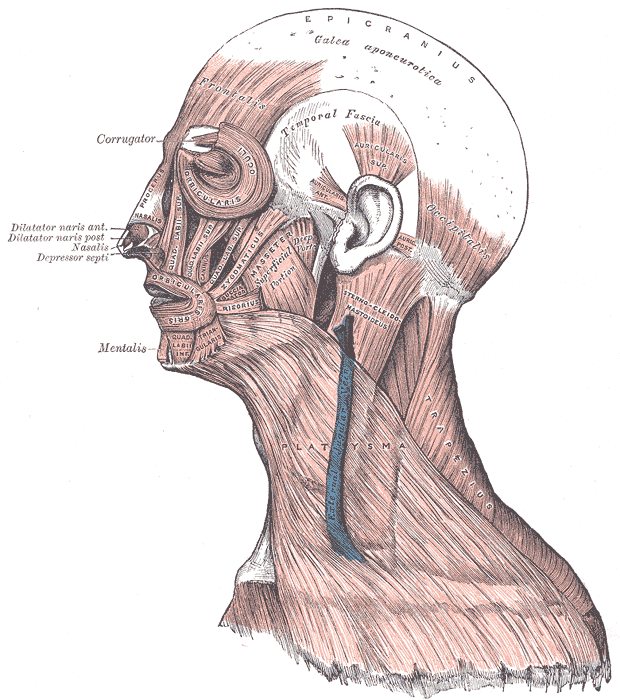
Muskeln des Kopfes und des Halses mit der Fascia temporalis etwa in der Mitte des Kopfes

Die Fascia temporalis bedeckt den Musculus temporalis als Faszie und dient ihm teilweise auch als Ursprung. Sie ist Teil der Oberflächenfaszie. Kraniale (kopfwärtige) Ansatzstelle für die Faszie ist die Schicht der Linea temporalis superior, wo diese an die Galea aponeurotica grenzt; kaudale (steißwärtige) Ansatzstellen sind je nach Blatt einmal der mediale und ein anderes Mal der laterale Rand des Jochbogens: Die Lamina superficialis (das eine Blatt der Faszie) setzt an dem Außenrand des Jochbeins an, die Lamina profunda (das andere Blatt) dagegen am Innenrand.
Beide Blätter verfügen über separate Blutgefäße zur Versorgung, weisen sonst aber keine signifikanten Unterschiede in ihrem histologischen Bau oder ihrer Elastizität auf. Am Jochbogen geht die Faszie schließlich in die Fascia masseterica über.
Die Faszie grenzt durch ihre beiden Blätter mit dem Planum temporale eine Art Raum ab, der auch als Loge des Musculus temporalis bezeichnet wurde. Dieser Raum steht nach kaudal zwischen dem Jochbogen und der Crista temporalis offen und wird durch den Processus frontosphenoideus und den Processus zygomaticus ossis frontalis geschieden.